# إد تشادويك
إد تشادويك (بالإنجليزية: Ed Chadwick)‏ هو لاعب هوكي الجليد أمريكي، ولد في 8 مايو 1933 في فرغس ‏ في كندا.

## وصلات خارجية
- إد تشادويك على موقع دوري الهوكي الوطني (الإنجليزية)
- إد تشادويك على موقع قاعة مشاهير الهوكي (لاعب أن.إتش.أل) (الإنجليزية)
- إد تشادويك على موقع EliteProspects.com (الإنجليزية)
- إد تشادويك على موقع HockeyDB.com (الإنجليزية)
- إد تشادويك على موقع Hockey-Reference.com (الإنجليزية)